# 래리 플린트 (영화)
《래리 플린트》(영어: The People vs. Larry Flynt)는 미국에서 제작된 밀로시 포르만 감독의 1996년 전기 드라마 영화이다. 우디 해럴슨 등이 출연하였고, 올리버 스톤 등이 제작에 참여하였다. 성인 잡지 허슬러 출판자인 래리 플린트와 관계된 법률 소송을 다루었다.

## 출연진
- 우디 해럴슨
- 코트니 러브
- 에드워드 노턴
- 브렛 해럴슨
- 도나 해노버
- 제임스 크롬웰
- 크리스핀 글러버
- 빈센트 스키어벨리
- 마일스 체이핀
- 제임스 카빌
- 리처드 폴
- 버트 뉴본
- 얀 트리스카
- 놈 맥도널드
- 디아미 베일리

## 기타 제작진
- 협력 제작: 스콧 퍼거슨, 조지 리나도스
- 배역: 프랜신 메이즐러
- 미술: 퍼트리치아 본브랜던스타인
- 의상: 아리앤 필립스, 테오도르 피슈톄크